# 政宗さまと景綱くん
『政宗さまと景綱くん』（まさむねさまとかげつなくん）は、重野なおきによる日本の4コマ漫画。『コミック乱ツインズ 戦国武将列伝』（リイド社）にて2013年12月号から2016年8月号（休刊号）まで連載され、同誌休刊にともない『コミック乱ツインズ』（同社）へ移籍して2016年11月号から2020年8月号まで連載された。
伊達政宗と片倉景綱の2人を主人公とした4コマ漫画。政宗の幼少時から大坂夏の陣まで（主に小田原参陣まで）を描く。基本的なタッチは、他社誌である『ヤングアニマル』で連載中の『信長の忍び』と同様である。

## 主な登場人物
統率・知略・政治・武術は単行本巻末の「戦国武将名鑑」のパラメーターの数値。

### 伊達家
伊達政宗（だて まさむね）
統率9　知略8　政治8　武術9　料理10
本作の主人公。出羽国米沢城を本拠とする戦国大名・伊達家嫡男で幼名は「梵天丸」。元々は内向的な性格で一人称も「僕」だったが、右眼を景綱に摘出してもらってからは活発な性格に変貌し、一人称も「俺」に変わる。同時に言葉遣いもべらんめえ調となった。
優れた戦略眼と大局観を兼備しており、奥羽を統一しゆくゆくは天下人となる野心を持つ一方で料理を趣味としており、景綱とやっちの婚儀では自ら手料理を振舞っている。また奥羽統一後は各地で自身の手料理を振舞うのが夢。
当初は奥羽を親類関係だらけの小大名達が何百年と小競り合いを繰り返して来た馴れ合いだらけの土地と思っており、奥羽を統一するためなら撫で切りなどどんな事でもやる覚悟を持っていたが、伊達家の当主となって奥羽を統一するために、多くの戦や様々な経験をしたことによって、徐々にその考え方は変わっていき、豊臣家への臣従を決めて秀吉との対談の際に秀吉から奥羽について聞かれた時には、奥羽を、「それぞれが意地や誇りを持ち、己の大切なものを守る熱き者たちが集う場所」と返答した。
秀吉によって天下が統一されても、まだ天下は固まらないと確信しており、天下取りの野心は収まることは無く、江戸幕府になってからも野心は消えずに虎視眈々と天下取りの機会を伺っていたが、その機会が訪れずれることは無く、最後の戦となった大阪夏の陣では出陣して来た真田幸村を見ると、最後の最後で猛者に会えたことに喜び昔の頃のように家臣らを引き連れて自ら出陣していった。その後、家光が三代将軍となったことで天下取りの野心が消えた晩年には、自身の人生の中で一番楽しかったのは、秀吉に降伏する以前の奥羽で景綱と暴れ回った日々だったと回想している。
片倉景綱（かたくら かげつな）
統率7　知略9　政治8　武術8　ドS10
本作のもう一人の主人公。遠藤基信の推挙を受けて政宗の傅役（教育係）を務め、政宗元服後は参謀役も兼ねる。前髪が二本触角のように垂れ下がっており、元気が無い時はこれに張りがなくなる。
筋金入りのドSであり、半ば趣味で政宗を厳しく鍛えあげるが、喜多に（成長後は政宗にも）叩きのめされる場面も多い。政宗が成長するうちに自身がいくら傷ついても構わないというほどの絶対的な忠誠心を持つようになり、政宗から自分の右眼を取るよう言われた時には他の家臣が躊躇する中、自身が死んでも構わない覚悟で短刀で政宗の右眼を抉り取った。小田原征伐後に秀吉から5万石の厚遇で引き抜きを受けるも政宗への忠誠心からそれを断っている。だが本人は断った理由を主君を好き放題からかえるのは伊達家だけだからと政宗に述べている。篠笛の名手で鼻で演奏する曲技も持ち、奥羽統一後は各地で演奏会を開くのが夢。
大阪夏の陣の頃には重病の状態で、政宗と共に戦に出るのが無理な程身体を悪くしており、夏の陣で戦国の世が終わると確信しており、伊達家のことを回想しながら、妻であるやっちに自身と政宗の関係を不思議な間柄だったと言い「主従でもあり、師弟でもあり、兄弟のようでもあり、友のようなものでもあった」と言い、政宗とそんな存在になれた自分は天下一の幸せ者だったと自身の人生に満足していた。夏の陣のすぐ後に死去する。政宗への遺言で自身が死んだら墓石の代わりに領地をずっと見守れるようにと、桀山寺に杉の木を植えるよう頼んでいた。
片倉喜多（かたくら きた）
政宗の乳母にして景綱の異父姉。独身。政宗が実母である義姫から疎まれていることもあって、彼に対し過剰なまでの愛情を注ぐ。政宗とのハグを無上の喜びとしているが、度が過ぎて彼を窒息死させかけたこともある。また景綱の両親の死後は母親代わりとして彼を一人前に育てており、伊達家の重臣である左月斎や主君たる政宗相手でも物おじしない景綱が頭の上がらない唯一の人物でもある。父である左月斎との関係は当初は母と自分を捨てた過去があるため、存在を無視する程最悪であったが人取橋の戦いの前に左月斎と和解をして、戦で左月斎が討死したと聞いた時には、もっと前に左月斎と和解するべきだったと涙を流しながら後悔していた。
デザインセンスにも長けており、片倉家の旗印「黒釣鐘」や政宗が愛用する眼帯のデザインを考案した。
温厚で愛情深いが年齢と独身の話題を振られたときの怒りは凄まじく、両方の話題を一度に振った景綱を殺しかけたことがある。小田原で政宗が降伏した後に、独身のまま死去したことが景綱の回想で示唆されている。
愛姫（めごひめ）
田村清顕の娘。伊達家と田村家の同盟により政宗の正室となる。征夷大将軍・坂上田村麻呂の末裔であることを誇りにしている。
そのプライドの高さ故に性格はやや高飛車で火縄銃の射撃を試みるなど非常に活発だが、学問の方は苦手らしい。同時に他人の幸福や悲しみを自分のことのように受け止められる優しい心の持ち主でもあるが、リアクションの激しさ故に喜多からツッコミを入れられたことも。
政宗が伊達家の当主になってからは、政宗の妻として生きる覚悟を持つようになり、輝宗の死によって周囲の意見を聞かずに暴走していた政宗を止めようとした説得しに行った時には、愛の意見に反発して自身を斬ると一度は言われるも、自身が政宗に殺されたことで政宗が止まり、それで領民が死ななくなるのならそれでも構わないと言ったことで政宗が止まり、政宗が小次郎を粛清した時には奥羽を統一するために、結果的に自身の選択で家族でもある父や弟を死なせてしまった政宗に対して、自身は最後まで政宗の側にいると誓った。
政宗が尊敬する天下人・織田信長が本能寺の変で横死したことで落ち込んでいたところを励ますために手料理を振る舞おうとしたが、その際使っていた教本を参考に政宗がもっと上手な料理を作ってしまい、結果として彼を料理の趣味に目覚めさせてしまった。しかし政宗には「見かけはともかく美味しい」と評価されている。
婚姻時に政宗から言われた天下人の妻にすると言う約束を、晩年に政宗からその約束を守れなかったことを悪かったと詫びられたが、自身は政宗が世間から天下の副将軍と呼ばれていることから、結果的に自身も天下の副将軍の妻になれたのだからそれだけで充分満足していると返した。
やっち
伊達家臣・矢内重定の娘。家人とはぐれて追い剥ぎに追われていたところを景綱に救われたことで彼に一目惚れし、丸森城・金山城の戦いの後に景綱と結婚する。
卓越した物真似とボディランゲージの技術を持ち、懐妊時、政宗に子が生まれないことを憚った景綱から「生まれた子が男子の場合は殺害する」と告げられ、景綱から伝言及び書信による他言を禁止されたために、喜多へこの両者を駆使して景綱の言葉を伝え、この結果政宗が景綱の説得に動いて事なきを得た。そして程なく嫡男・重綱を産む。
マゾヒズムの傾向があり、その意味でも景綱と相性はいいのだが政宗からは「嫌な似合い方だ」と呆れられている。
伊達輝宗（だて てるむね）
統率7　知略7　政治7　武術5　温厚10
政宗の父。外交と人材発掘に非凡な手腕を持つ。強気かつツンデレの女性が好みらしい。戦国大名としては温厚な性格だが、芯は強く義姫らの圧力に屈すること無く梵天丸を後継者と定め、その証として早期の元服と伊達家中興の祖と同じ「政宗」という諱を与える。
その思いの通り政宗が順調に成長していることを確信すると、相馬家との和睦を機に政宗に家督を譲る。
隠居後は政宗の急進的な態度を危惧しつつも温かく見守っていたが、畠山義継の降伏を仲介したことの謝辞を述べるための会見で「政宗が義継を暗殺する」という噂を真に受けた義継によって拉致されてしまう。阿武隈川付近で政宗が追いつくも自身ごと義継を撃てという命令を政宗が拒否すると「我が子の夢の足枷になるのは死んでも御免だ」と言い遺して自身に突きつけられた刃で己の喉を切り自害する。
義姫（よしひめ）
輝宗の正室。政宗の生母ではあるのだが隻眼となった彼を嫌い、自らが溺愛する次男・竺丸（元服後は小次郎）が後継者となるよう画策する。
このため政宗を溺愛する彼の乳母・喜多との間は互いに龍虎のオーラが出るほどまでに険悪となっている。
明らかに鬼嫁と言われるような烈女ではあるのだが、輝宗は「美人で根は優しくてしっかり者」と評するほどベタ惚れしている。
当主を継いだ後の政宗の活躍を目の当たりにしたことや輝宗の説得でようやく政宗を認めるようになったが、その矢先に粟之巣の変で輝宗が横死すると政宗による謀殺と誤解し、再び嫌悪するようになってしまう。
その後は政宗への憎しみと伊達家への思いの間で葛藤が続いており、大崎合戦では伊達と最上の間に単身乗り込んで戦を止めるものの、豊臣との圧倒的な勢力差を知ると、惣無事令を無視してまで対決姿勢を崩さぬ政宗をまたも危険視し、思慮の末に心身を病んでしまい、秀吉から伊達家を守るために、秀吉に臣従を決めたことを知らない政宗への毒殺未遂を起こしてしまう。料理を食べようとした時の政宗の涙と初めて手料理を食べられる嬉しさを聞いたことで、料理を食べた政宗へ料理を吐き出すよう言う。その後政宗が小次郎を粛清し殺したことを聞いたことで、結果的には自身の行動によって小次郎が死んだので自分が小次郎を殺したと思ってしまうようになり、更に心身を病んでしまい、後日最上家へ帰っていった。最上家へ戻ってから数年後には政宗と手紙をやり取りを始めて行き、更にその後、最上家が取り潰しになった時には、政宗から伊達家へ迎え入れた。
遠藤基信（えんどう もとのぶ）
統率6　知略8　政治8　武術6　人事10
伊達家臣。智謀に長けており、輝宗の知恵袋として活躍する。また、人事にも長けており景綱の才覚を見出して政宗の傅役に抜擢している。
自身が輝宗によって重臣に抜擢された恩義から伊達家ではなくて輝宗個人に忠誠を誓っていたところがあり、粟之巣の変の後、景綱と左月斎に後事を託し、自らがいなくても伊達家は大丈夫だと安心すると、輝宗の墓前で、自分がいなくても伊達家は大丈夫だから、自分が生きる理由が無くなってしまったので「最初で最後の我儘」と言い殉死する。
鬼庭左月斎（おににわ さげつさい）
統率8　知略6　政治6　武術8　老骨10
伊達家臣。武の面で伊達家を支えてきた猛将ではあるが、政宗初陣の頃には老齢であり戦場でも重い鎧を身につけなくなっている。
喜多の実父ではあるのだが、かつて男児が生まれなかったことを理由に喜多の母と離縁しているため、彼女に自身の存在を否定されるほど親子仲は険悪。彼自身は喜多との和解を模索していたもののなかなかタイミングをつかめないでいたが、基信の死後に基信からの遺言で念押しされたこともあり、人取橋の戦いに出陣する直前になって喜多に謝罪して喜多とようやく和解する。人取橋の戦いで伊達軍が窮地に陥ると前線に出て、佐竹軍を一身に引き受けつつ奮戦し、最期は自身よりも先に死んでいった輝宗や基信らに会いに行くと言い討死する。戦死の訃報を聞いた政宗からは立派な最期だったと言われるも、息子である綱元からは鬼庭家が代々長寿の家系であることから死ぬのが早過ぎると言われた。
口車に乗せられやすい人物で、政宗の右目を摘出した件で景綱の切腹を主張した際、彼から切腹の手本を見せてほしいと言われ、その勢いで本当に切腹しかけたことがある。
鬼庭綱元（おににわ つなもと）
統率7　知略7　政治7　武術8　長生き10
左月斎の子で喜多の異母弟。長寿の家系である鬼庭家に生まれたことから、長生きであることを自慢にしている。政宗や愛姫に対するツッコミ役としても活躍する。だが、父や景綱の死に関しては、代々長寿の鬼庭家の家系を基準にして、死ぬのは若すぎると言い全て早死あつかいをしており、周囲から突っ込まれている。
伊達成実（だて しげざね）
統率8　知略6　政治4　武術9　毛虫愛10
伊達家臣。政宗の従兄弟で共に修行をした間柄でもあることから、彼とは公式の場でもタメ口で話すほどに仲が良い。
景綱とも修行を共にしていたためか、伊達一門にも関わらず彼からは同輩もしくは目下風に「くん」付けで呼ばれている。
圧倒的戦闘力を誇る猛将で、不退転の志から毛虫を好む。兜の前立てにしているだけでなく自室にも毛虫をモチーフとした置物を多く飾っており、また「毛虫殿」と尊称するなどその入れ込みようはすでに信仰の域にある。ある戦で毛虫の前立てを破壊された時にはやる気を失い落ち込んでしまっていたが、景綱の言葉でその場にいた毛虫を見たことでやる気を取り戻し「毛虫殿の前で無様な姿は見せられない」と奮迅の活躍を見せた。毛虫の兜の前立ては戦を重ねる度に派手になっていってる。
奥羽統一後は各地に大規模な毛虫のブリードを流行させるのが夢だが、政宗と景綱はこれを阻止する方向で意見が一致している。
大坂夏の陣にも参戦しているが、小田原で政宗が降伏した後に一時出奔していたことが景綱の回想で示唆されている。
世瀬蔵人（よせ くらんど）
統率5　知略7　政治3　武術8　忍術10
伊達家に使える忍び集団・黒脛巾組の頭領。
伊達小次郎（だて こじろう）
統率5　知略6　政治6　武術8　母思い10
政宗の同母弟で、幼名は「竺丸」。大柄な体格で武芸にも長けるが、穏和な性格で争い事は苦手とする。母が自身を伊達家当主にしようと画策するのとは裏腹に兄を敬愛している。
芦名家当主・亀若丸の死去により後継者として迎える案が出るとそれを承諾したものの、話は流れ佐竹義広が迎えられている。
実は芦名当主に迎えられることを打診されたのを機に「戦国大名として生きたい」という野心が芽生えており、また豊臣との対立姿勢を崩さぬ兄に危機感を抱く母に同調していたことから兄が小田原に参陣する直前に母が兄を毒殺しようとの決意を止めることはしなかった。事件後、自身を粛清しなければならないとの結論に至った兄に呼び出され、政宗から粛清されると聞かされると、禍根は取り除けばいけないと納得しており、政宗へ毒殺を止めなかったのは自身が「戦国大名として生きたい」と言う野心だと言い、それを聞いた政宗との1対1の決闘の末、敗れて死亡する。
大内定綱（おおうち さだつな）
統率6　知略7　政治7　武術7　変節10
陸奥国小浜城を本拠とする小領主・大内家の当主。伊達家、芦名家両家の代替わりに際して伊達家に付くことを考えると、政宗の元を訪れ傘下に加わることを表明するが、小浜城に戻ると芦名家重臣の脅しや自身の家臣からの反発を受けて再度芦名に就く。裏切り行為に怒った政宗によって支城の小手森城を撫で斬りにされると家臣たちも恐怖で離れてしまい、単身二本松城へ逃げる。しかし逃げた先で畠山家が伊達家へ降伏する条件として自身の首級が要るという意見があることを聞くと出奔し、野に下る。
その後、大崎合戦にて芦名家の先陣として伊達領に攻め込むが、成実より再び伊達家へ引き込む案が出ると芦名家中では冷遇されていたこともあり再び政宗に降る。
過去の裏切りの件で景綱からは疑いの目を向けられたり皮肉を言われたこともあったが、「摺上原の戦い」では景綱を助け、以降は真の仲間として認められる。
猪苗代盛国（いなわしろ もりくに）
統率6　知略4　政治6　武術6　暴言10
元・芦名家重臣。彦姫を慕っており、亀若丸死後の後継者問題では彦姫と縁の深い伊達小次郎を推すも、自身の後継者問題をまとめられないことを金上盛備に指摘された上で却下される。彦姫が死去すると、芦名家に未練は無いとして自身の治める猪苗代城ごと伊達家に寝返る。
屋代景頼（やしろ かげより）
統率3　知略7　政治8　武術7　粛清10
伊達家臣。粛清を好み、政宗が当主に就任したときの挨拶では「殿の命令であれば何者でも殺す覚悟はできている。というよりも殺したくてたまらない」と言うほどの危険な男。その言葉通り、小手森城の撫で斬りの際も城内にいた女性達に対して手篭めにはしないと言い、せめてもの慈悲として淡々と粛清を進めていたが、小田原の戦いの前に起こった政宗の毒殺未遂事件によって、政宗から小次郎の粛清を命じられた時は、いくら主君である政宗からの命令でも、自身の主君である政宗の弟の小次郎を討つことは自分でも出来ないとその命令を拒絶し辞退した。
小田原で政宗が降伏した後に、改易されたことが景綱の回想で示唆されている。
原田宗時（はらだ むねとき）
統率7　知略5　政治4　武術8　対抗心10
伊達家臣。武勇に長けるが信康への対抗意識が強く、檜原の戦いでは深入りしたところを金上盛備の指示で潜んでいた伏兵に攻められ大敗する。戦後、信康が自身の戦いぶりについて苦言を呈していたことに怒り決闘を申し込むが、信康の説得で和解している。
綱元の自己紹介に対して「長生きすればいいってもんじゃない」と語っていたが、小田原で政宗が降伏した後に早世したことが景綱の回想で示唆されている。
後藤信康（ごとう のぶやす）
統率7　知略7　政治7　武術7　説得10
伊達家臣。知勇ともに長け、冷静な判断もできる人物だが宗時からは対抗心を燃やされている。檜原の戦いの後、築城された檜原城の城主となる。
片倉重綱（かたくら しげつな）
統率8　知略7　政治7　武術9　物理的S10
景綱の長男。幼名は「左門」。大坂夏の陣では重病の父に代わって参戦し後藤又兵衛を討ち取る活躍を見せる。父である景綱とは違って猛将の気質があるが、景綱と同じく容赦無い所は同じだと政宗は感じている。夏の陣の後には夏の陣での勇猛ぶりと活躍が噂となって『鬼の小十郎』と呼ばれるようになった。
戦後に敵だった真田信繁から託された、信繁の娘・阿梅を連れて帰っており、さらに自身の妻としたことから結果的に伊達領に真田の生き残りが続々集まることとなった。この事に関して政宗や綱元からは、父である景綱に似ていてハラハラさせられると言われている。

### 最上家
最上義光（もがみ よしあき）
統率8　知略9　政治7　武術9　鮭好き10
出羽国山形城を本拠とする戦国大名・最上家当主にして義姫の兄。ふたつ名は「羽州の狐」。謀略家として知られる一方で戦闘能力も高く、領内では善政を施し家臣・領民からの信望が非常に厚い。
政宗の資質には気づいており、伊達家弱体化という目的から義姫の竺丸擁立運動に協力する。
鮭と鯨が好物の「魚介系大名」でもあり、鮭を食べる際に鮭の皮を残す者に対しては妹の義姫といえども全力で怒る。また難しい調略も鮭さえ贈れば全て成功すると思っている。訪ねてきた義姫に鯨一頭を土産に持たせようとして拒絶されたことも。
鮭がたくさん獲れるという理由で現在庄内地方を欲しがっている。
氏家守棟（うじいえ もりむね）
最上家臣。義光の側近として仕えているが、義光の鮭好きやシスコン具合にはやや呆れ気味の表情を見せている。

### 芦名家
彦姫（ひこひめ）
輝宗の妹にして芦名家当主・亀若丸の母。生まれて間もない亀若丸に代わって当主代理を務める。伊達家から嫁いだ身ではあるものの、政宗が芦名を攻める準備を始めると亀若丸を守ることを使命として徹底抗戦の姿勢を見せている。
亀若丸の死やそれに伴う後継者問題による心労から病に倒れ、天正16年に死去している。
金上盛備（かながみ もりはる）
統率8　知略8　政治8　武術7　責任感10
芦名家重臣筆頭。当主が交代して幼少であることから、最高権力者として芦名家を支える。檜原の戦いでは自ら指揮せず戦略を指示するだけで伊達軍を追い払う実力を見せるが、子供をあやすことだけは苦手としている。
人取橋の戦いや芦名家の後継者には伊達家の小次郎ではなく佐竹家の義広を勧めるなど一貫して政宗と敵対する姿勢を見せている。摺上原の戦いでは軍勢が総崩れとなり、義広を逃がすために盾となって奮戦するが、景綱との一騎打ちで討ち取られた。
芦名（佐竹）義広（あしな よしひろ）
統率6　知略5　政治5　武術5　向上心10
佐竹義重の次男。亀若丸の死に伴い芦名家の後継者として迎えられると、彦姫の娘・小杉山御台を娶り当主に就く。かなりの緊張体質。
父からは芦名家を操るために送り込まれているが、自身は優秀な兄・義宣に対するコンプレックスから「芦名家を強くして父や兄を見返す」という野心を抱いている。摺上原の戦いでは総崩れとなり命からがら黒川城に戻るが、家臣の離反が相次いだため実家の佐竹家へ妻と共に逃げ帰った。
富田隆実（とみた たかざね）
統率7　知略4　政治4　武術9　猛進10
芦名家臣。摺上原の戦いの時点で21歳と若いがかなりの老け顔である。
摺上原の戦いでは先鋒として戦い、当初は追い風で戦いを有利にすすめるも景綱を追って深入りしたところを景綱・定綱の二人に打ち破られる。

### 佐竹家
佐竹義重（さたけ よししげ）
統率9　知略8　政治7　武術8　毛虫愛10
常陸国を治める戦国大名・佐竹家当主にして「鬼義重」の異名を持つ猛将。伊達成実と同じく、毛虫の前立てを付けた兜を愛用する。
他家に対して一歩前の考えを持って動いており、人取橋の戦いでは佐竹家の強さを知らしめるために参戦し、芦名家の後継者問題では芦名を取り込むべく義広を送り込んでいる。
小野崎義昌（おのざき よしまさ）
統率3　知略8　政治6　武術3　災難10
義重の叔父にして軍師。黒脛巾組・大林坊俊海が佐竹に忍び込み流言を流していることを見破ったものの、始末する前に恨みを買っていた家僕に刺殺されてしまう。

### 豊臣家
豊臣秀吉（とよとみ ひでよし）
本能寺の変より7年間で、畿内、北陸、西国までを纏め上げた天下人。
本作では、本能寺の変における秀吉黒幕説は否定されている。

### その他
田村清顕（たむら きよあき）
統率7　知略6　政治6　武術6　心配10
陸奥国三春城を本拠とする戦国大名・田村家当主にして愛姫の父。
軍事においては名将と呼ぶに相応しい実力を誇るが政治には弱く、奥州最大の勢力・芦名家ら五家と敵対し窮地に陥る。その打開策として政宗と愛姫の婚姻と伊達家の同盟を打診するが、当時11歳の娘を嫁がせることに自ら異論を出している。天正14年に病死。
畠山義継（はたけやま よしつぐ）
統率7　知略5　政治6　武術8　剛腕10
陸奥国二本松城を本拠とする小大名・畠山家当主。大内定綱とは親類にして盟友であり、小手森城の戦いでは大内に援軍を出していた。定綱が二本松城に逃げ込むと、自領を小手森城の二の舞いにしたくないという思いから政宗に降伏の使者を出すも許されなかったため、輝宗の仲介を受けて許されることになるが、条件として大名として存続が危うくなるほどに領地を削られたことに不満を抱く。
不満を持ちつつも輝宗の元へ謝辞を述べに訪れると、輝宗の説得によって「政宗に賭けることは出来ないが輝宗に賭けることはできる」と忠誠を誓った矢先、自身を暗殺するという噂を聞いたことから輝宗を拉致し、粟之巣の変を引き起こしてしまう。最後は同行した家臣を皆殺しにされ、自身も瀕死のなか這って逃げるが政宗に止めを差された。
大崎義隆（おおさき よしたか）
陸奥国大崎地方を治める戦国大名で伊達包囲網の一角。政宗がいない伊達軍に滅ぼされるなんでみじめと嘆くネガティブな性格。

## 書誌情報
- 重野なおき 『政宗さまと景綱くん』 リイド社〈SPコミックス〉、全4巻
  1. 2015年8月12日発行（7月29日発売） ISBN 978-4-8458-4720-4
  2. 2017年9月12日発行（8月29日発売） ISBN 978-4-8458-4722-8
  3. 2019年4月12日発行（3月29日発売） ISBN 978-4-8458-5439-4
  4. 2020年10月13日発行（9月29日発売） ISBN 978-4-8458-5658-9